# Ruskîi Mocear, Velîkîi Bereznîi
Ruskîi Mocear (în ucraineană Руський Мочар) este un sat în comuna Roztoțka Pastil din raionul Velîkîi Bereznîi, regiunea Transcarpatia, Ucraina.

## Demografie
Componența lingvistică a localității Ruskîi Mocear
     Ucraineană (99,27%)
     Alte limbi (0,73%)
Conform recensământului din 2001, majoritatea populației localității Ruskîi Mocear era vorbitoare de ucraineană (99,27%), existând în minoritate și vorbitori de alte limbi.